# Kepstaksmack

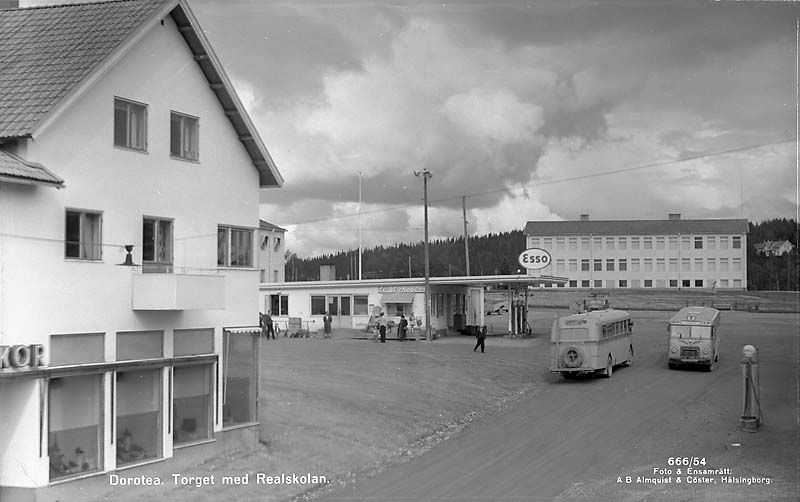
Torget i Dorotea med kepstaksmack, 1940

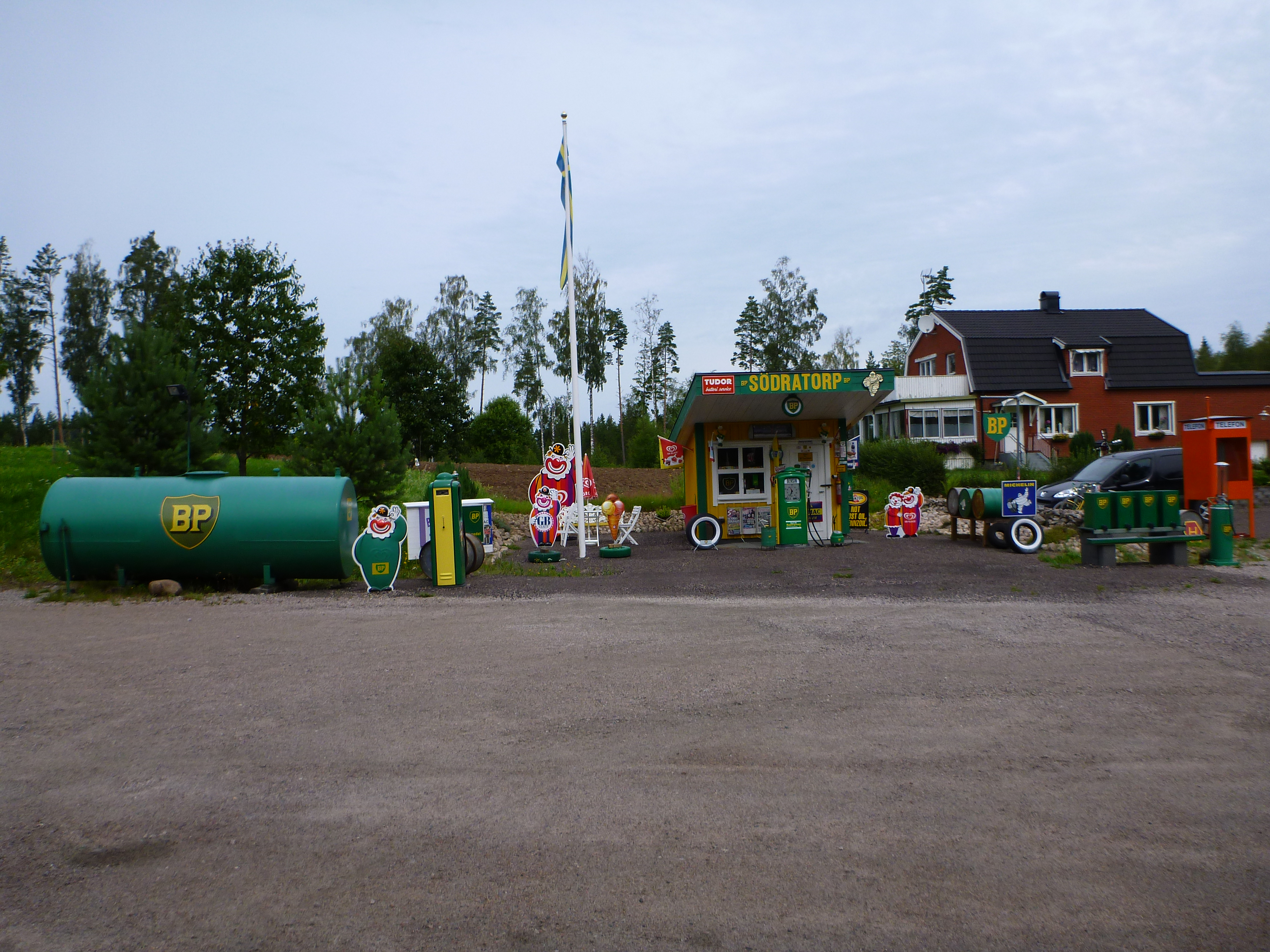
Kepstaksmack på Södratorps museum

En kepstaksmack är en typ av bensinstation i form av ett lutande tak under vilken både pump- och stationshus ryms, synonymt med "sittande hund".